# Taunggyi
Ne doit pas être confondu avec Taungû.
Taunggyi (en birman : တောင်ကြီးမြို့ ; MLCTS : taung kri: mrui) est la capitale de l'État shan, dans l'Est de la Birmanie. Sa population d'environ  200 000 personnes en fait la quatrième ville du pays, derrière Moulmein. Elle se trouve à 1 400 m d'altitude, dans la région de Myelat. Son nom signifie « grande montagne » en birman, en référence aux crêtes qui se trouvent à l'Est de la ville, et dont le point culminant est le Taung-chun (aiguille).
La population n'est pas majoritairement Shan : les habitants les plus nombreux sont d'ethnies Intha et Pa-O. Il y a aussi une forte immigration chinoise récente.

## Histoire
Avant la colonisation britannique, Taunggyi n'était qu'un village Pa-O de quelques huttes, sur un plateau des collines de Sittaung. Il n'en reste aucune trace, mais on peut encore distinguer celles des villages avoisinants.
Sous l'administration britannique, Taunggyi devint la ville principale et la capitale de la Fédération des États Shan du Nord. Son développement commença en 1894, quand les Britanniques y transférèrent leurs bureaux de Fort Stedman (aujourd'hui Maing Thauk, sur la rive orientale du Lac Inle), à la fois pour des raisons de salubrité et de géographie. En outre, la ville reçut un statut d'« aire réservée », qui la dégageait de la tutelle du Saopha (chef héréditaire Shan) local.
En 1906, elle comptait déjà un millier de bâtiments. Durant cette période, les États Shans furent secoués par des révoltes et Taunggyi servit de ville de garnison pour la police militaire. Elle acquit aussi un rôle économique et commercial important.

## Géographie
altitude 1'436m (4,712 feet).
635km de Yangon (Rangoun) par la route.

## Transports
Taunggyi est surtout accessible par la route. Une voie de chemin de fer a été construite en 1995, mais elle n'offre pas encore de service passager, qui s'effectue par la ville de Shwenyaung, à une vingtaine de kilomètres à l'Ouest. L'aéroport le plus proche se trouve à Heho, à 40 km à l'Ouest.

## Économie
Il n'y a pas vraiment d'industrie à Taunggyi, qui sert surtout de point de transit pour les produits agricoles du sud de l'État Shan, même si des règlements récents ont transféré une partie de cette activité à la nouvelle ville d'Ayetharyar. 
Capitale de l'État, la ville abrite de nombreuses administrations et une université. Elle possède un musée d'État, qui présente la culture Shan ainsi que des objets historiques, notamment ceux des Saophas.
Taunggyi est aussi le siège du quartier général oriental de la Tatmadaw (Armée birmane) qui occupe une partie importante du nord-est de la cité.

## Culture

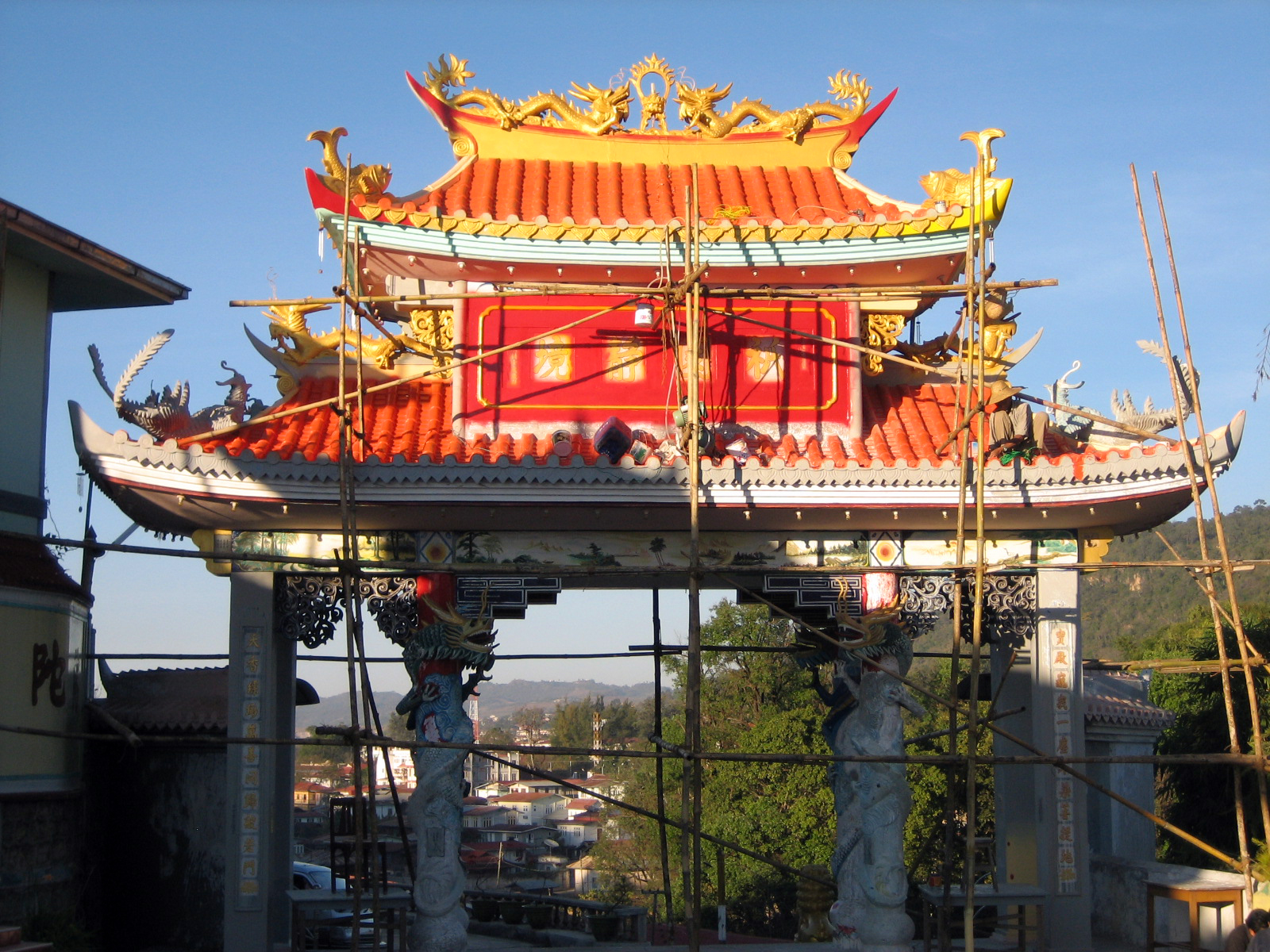
Monastère bouddhiste de Guan Yin (Kwan Yin Si Hpaya Kyaung) de la communauté chinoise de Taunggyi.

Taunggyi est un lieu de « melting pot » pour toute la région de Myelat. Outre les Pa-O et les Inthas, on y trouve des Shans et d'autres minorités, des Birmans, ainsi que des Sino-birmans et des musulmans birmans.
Le bouddhisme est la religion principale. Les monastères, de même âge que la ville, ne sont ni historiquement, ni architecturalement remarquables. Il y a une population chrétienne significative, aussi bien baptiste que catholique (la cathédrale Saint-Joseph est le siège de l'archidiocèse de Taunggyi). Il existe aussi une petite église anglicane, construite pour les Britanniques, mais négligée depuis leur départ. On trouve aussi quatre mosquées, Myo Oo Pali, A Lae Pali, Taung Pali, et Panthay Pali, cette dernière destinée à la communauté musulmane chinoise des Panthays. Il y a aussi quelques temples bouddhistes chinois.

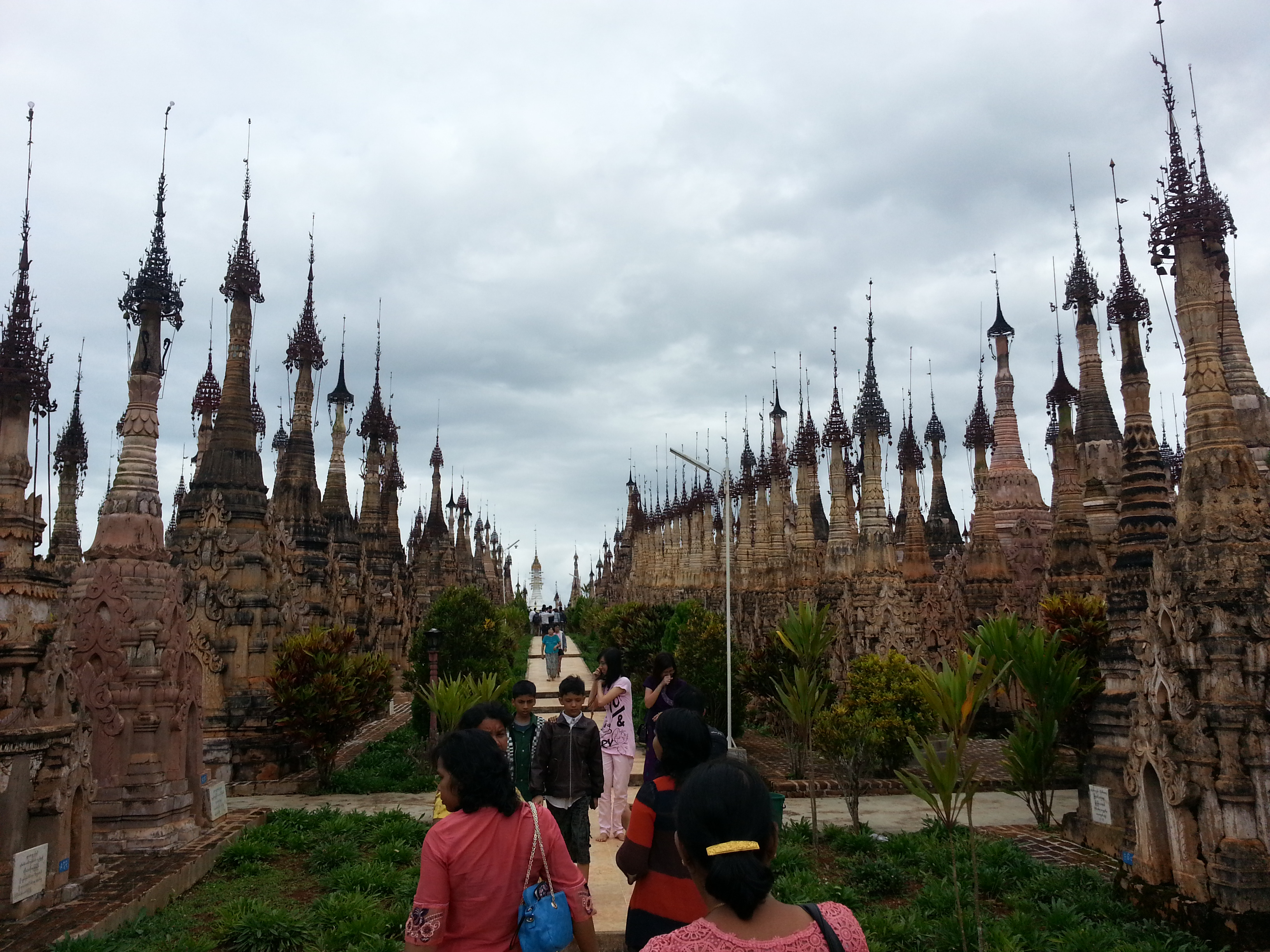
Kakku

La région de Taunggyi est une destination touristique populaire. La ville a un grand marché où les paysans de la région viennent vendre leur production (même si, avec l'extension de la cité, il tend à perdre de son pittoresque au profit de ceux des petites villes voisines). À proximité, le Lac Inle est le centre de la culture Intha. L'excursion aux Grottes de Pindaya donne aussi un bon aperçu  sur la région de Myelat. Plus près de Taunggyi, le Kat-ku ou Kakku possède des centaines de stûpas remontant au XVIe siècle.